# Філ Бардслі
Філ Бардслі (англ. Phil Bardsley, нар. 28 червня 1985, Солфорд, Англія) — шотландський футболіст, захисник клубу «Стокпорт Каунті». Виступав у складі національної збірної Шотландії.

## Клубна кар'єра
Вихованець футбольної школи клубу «Манчестер Юнайтед». Дорослу футбольну кар'єру розпочав 2003 року в основній команді того ж клубу, в якій провів п'ять сезонів, взявши участь лише у 8 матчах чемпіонату. 
Згодом з 2004 по 2022 рік грав у складі команд клубів «Антверпен», «Бернлі», «Рейнджерс», «Астон Вілла» та «Шеффілд Юнайтед», «Сандерленд», «Сток Сіті», «Бернлі».
2022 року приєднався до складу «Стокпорт Каунті».

## Виступи за збірну
2010 року дебютував в офіційних матчах у складі національної збірної Шотландії. Всього провів у формі головної команди країни 13 матчів.

## Досягнення
- Суперкубок Англії (1):

«Манчестер Юнайтед»: 2007